# 日本の鉄道駅一覧 しや-しん
| あ | い | う-え   | お        | か    | き | く-け |
| こ | さ | し-しも | しや-しん | す-そ | た | ち-て |
| と | な | に      | ぬ-の     | は    | ひ | ふ-ほ |
| ま | み | む-も   | や-わ行   |       |    |       |

日本の鉄道駅一覧 しや-しんは、日本の鉄道駅のうち、しや-しんで始まるものの一覧である。

## し
しあ-しもで始まる駅は日本の鉄道駅一覧 し-しもを参照。

### しや-しよ
- 石神井公園駅（しゃくじいこうえんえき）
- 市役所停留場（しやくしょていりゅうじょう）
- 市役所前停留場 (北海道)（しやくしょまえていりゅうじょう・函館市企業局交通部本線）
- 市役所前駅 (千葉県)（しやくしょまええき・千葉都市モノレール1号線）
- 市役所前駅 (長野県)（しやくしょまええき・長野電鉄長野線）
- 市役所前停留場 (愛知県)（しやくしょまえていりゅうじょう・豊橋鉄道東田本線）
- 市役所前駅 (和歌山県)（しやくしょまええき・紀州鉄道線）
- 市役所前停留場 (広島県)（しやくしょまえていりゅうじょう・広島電鉄宇品線）
- 市役所前停留場 (愛媛県)（しやくしょまえていりゅうじょう・伊予鉄道城南線）
- 市役所前停留場 (鹿児島県)（しやくしょまえていりゅうじょう・鹿児島市電第一期線）
- 尺土駅（しゃくどえき）
- 社家駅（しゃけえき）
- 社台駅（しゃだいえき）
- ジヤトコ前駅（ジャトコまええき）
- 十王駅（じゅうおうえき）
- 自由が丘駅（じゆうがおかえき・東急東横線・大井町線）
- 自由ヶ丘駅（じゆうがおかえき・名古屋市営地下鉄名城線）
- 修学院駅（しゅうがくいんえき）
- 十九条駅（じゅうくじょうえき）
- 十字街停留場（じゅうじがいていりゅうじょう）
- 十条駅 (東京都)（じゅうじょうえき・東日本旅客鉄道埼京線）
- 十条駅 (近鉄)（じゅうじょうえき・近鉄京都線）
- 十条駅 (京都市営地下鉄)（じゅうじょうえき・京都市営地下鉄烏丸線）
- 十三駅（じゅうそうえき）
- 修大協創中高前駅（しゅうだいきょうそうちゅうこうまええき）
- 守内かさ神駅（しゅうちかさがみえき）
- 十二兼駅（じゅうにかねえき）
- 十二橋駅（じゅうにきょうえき）
- 十二湖駅（じゅうにこえき）
- 十二所駅（じゅうにしょえき）
- 十文字駅（じゅうもんじえき）
- 聚楽園駅（しゅうらくえんえき）
- 宿院停留場（しゅくいんていりゅうじょう）
- 夙川駅（しゅくがわえき）
- 宿河原駅（しゅくがわらえき・東日本旅客鉄道南武線）
- 宿川原駅（しゅくがわらえき・弘南鉄道大鰐線）
- 宿戸駅（しゅくのへえき）
- 修善寺駅（しゅぜんじえき）
- 縮景園前停留場（しゅっけいえんまえていりゅうじょう）
- 十国峠山頂駅（じゅっこくとうげさんちょうえき）
- 十国峠山麓駅（じゅっこくとうげさんろくえき）
- 首里駅（しゅりえき）
- 純心学園前停留場（じゅんしんがくえんまえていりゅうじょう）
- 俊徳道駅（しゅんとくみちえき）
- 松陰神社前駅（しょういんじんじゃまええき）
- 常永駅（じょうえいえき）
- 上越国際スキー場前駅（じょうえつこくさいスキーじょうまええき）
- 上越妙高駅（じょうえつみょうこうえき）
- 城ヶ崎海岸駅（じょうがさきかいがんえき）
- 庄川口駅（しょうがわぐちえき）
- 城川原駅（じょうがわらえき）
- 商業高校前停留場（しょうぎょうこうこうまえていりゅうじょう）
- 上下駅（じょうげえき）
- 上下浜駅（じょうげはまえき）
- 上戸駅（じょうこえき）
- 商工会議所前駅（しょうこうかいぎしょまええき）
- 定光寺駅（じょうこうじえき）
- 商工センター入口駅（しょうこうセンターいりぐちえき）
- 小路駅（しょうじえき・Osaka Metro千日前線）
- 少路駅（しょうじえき・大阪高速鉄道大阪モノレール線）
- 正雀駅（しょうじゃくえき）
- 上州一ノ宮駅（じょうしゅういちのみやえき）
- 上州富岡駅（じょうしゅうとみおかえき）
- 上州七日市駅（じょうしゅうなのかいちえき）
- 上州新屋駅（じょうしゅうにいやえき）
- 上州福島駅（じょうしゅうふくしまえき）
- 浄心駅（じょうしんえき）
- 勝瑞駅（しょうずいえき）
- 浄水駅（じょうすいえき）
- 生田駅 (秋田県)（しょうでんえき・東日本旅客鉄道田沢湖線）
- 小天橋駅（しょうてんきょうえき）
- 聖天坂停留場（しょうてんさかていりゅうじょう）
- 上道駅 (岡山県)（じょうとうえき・西日本旅客鉄道山陽本線）
- 城東駅（じょうとうえき・上毛電気鉄道上毛線）
- 庄内駅 (大阪府)（しょうないえき・阪急宝塚本線）
- 庄内駅 (大分県)（しょうないえき・九州旅客鉄道久大本線）
- 庄内通駅（しょうないどおりえき）
- 庄内緑地公園駅（しょうないりょくちこうえんえき）
- 沼南駅（しょうなんえき）
- 湘南江の島駅（しょうなんえのしまえき）
- 湘南海岸公園駅（しょうなんかいがんこうえんえき）
- 湘南台駅（しょうなんだいえき）
- 湘南深沢駅（しょうなんふかさわえき）
- 湘南町屋駅（しょうなんまちやえき）
- 城野駅 (JR九州)（じょうのえき・九州旅客鉄道日豊本線・日田彦山線）
- 城野駅 (北九州高速鉄道)（じょうのえき・北九州高速鉄道小倉線）
- 城端駅（じょうはなえき）
- 荘原駅（しょうばらえき）
- 城北駅（じょうほくえき）
- 正丸駅（しょうまるえき）
- 上毛高原駅（じょうもうこうげんえき）
- 縄文小ヶ田駅（じょうもんおがたえき）
- 生山駅（しょうやまえき）
- 城陽駅（じょうようえき）
- 上呂駅（じょうろえき）
- 昭和駅（しょうわえき）
- 昭和島駅（しょうわじまえき）
- 昭和町駅 (大阪府)（しょうわちょうえき・Osaka Metro御堂筋線)
- 昭和町駅 (香川県)（しょうわちょうえき・四国旅客鉄道高徳線）
- 昭和橋停留場（しょうわばしていりゅうじょう）
- 昭和町駅 (愛知県)（しょうわまちえき・名古屋臨海鉄道昭和町線）
- 昭和町通停留場（しょうわまちどおりていりゅうじょう）
- 女学院前停留場（じょがくいんまえていりゅうじょう）
- 女子大駅（じょしだいえき）
- 勝幡駅（しょばたえき）
- 庶路駅（しょろえき）

### しら-しろ
- 白井海岸駅（しらいかいがんえき）
- 白市駅（しらいちえき）
- 白糸台駅（しらいとだいえき）
- 白老駅（しらおいえき）
- 白岡駅（しらおかえき）
- 白神岳登山口駅（しらかみだけとざんぐちえき）
- 白河駅（しらかわえき）
- 白川口駅（しらかわぐちえき）
- 白木駅（しらきえき）
- 白木原駅（しらきばるえき）
- 白木山駅（しらきやまえき）
- 白坂駅（しらさかえき）
- 白鷺駅（しらさぎえき）
- 白沢駅 (秋田県)（しらさわえき・東日本旅客鉄道奥羽本線）
- 白沢駅 (愛知県)（しらさわえき・名古屋鉄道河和線）
- 白沢駅 (鹿児島県)（しらさわえき・九州旅客鉄道指宿枕崎線）
- 白沢渓谷駅（しらさわけいこくえき）
- 白滝駅（しらたきえき）
- 白塚駅（しらつかえき）
- 白庭台駅（しらにわだいえき）
- 白糠駅（しらぬかえき）
- 白浜駅（しらはまえき）
- 白浜の宮駅（しらはまのみやえき）
- 白山駅 (香川県)（しらやまえき・高松琴平電気鉄道長尾線）
- 市立体育館前停留場（しりつたいいくかんまえていりゅうじょう）
- 市立病院前停留場（しりつびょういんまえていりゅうじょう・鹿児島市電唐湊線）
- 市立病院前駅（しりつびょういんまええき・沖縄都市モノレール線）
- 知床斜里駅（しれとこしゃりえき）
- 白井駅（しろいえき）
- 白石駅 (札幌市営地下鉄)（しろいしえき・札幌市営地下鉄東西線）
- 白石駅 (JR北海道)（しろいしえき・北海道旅客鉄道函館本線）
- 白石駅 (宮城県)（しろいしえき・東日本旅客鉄道東北本線）
- 白石駅 (熊本県)（しろいしえき・九州旅客鉄道肥薩線）
- 白石蔵王駅（しろいしざおうえき）
- 四郎ケ原駅（しろうがはらえき）
- 白兎駅（しろうさぎえき）
- 次郎丸駅（じろうまるえき）
- 治良門橋駅（じろえんばしえき）
- 白銀駅（しろがねえき）
- 白金台駅（しろかねだいえき）
- 白金高輪駅（しろかねたかなわえき）
- 城北公園通駅（しろきたこうえんどおりえき）
- 白久駅（しろくえき）
- 白子駅（しろこえき）
- 城下駅（しろしたえき・上田電鉄別所線）
- 城下停留場（しろしたていりゅうじょう・岡山電気軌道東山本線）
- 白鳥高原駅（しろとりこうげんえき）
- 城西駅（しろにしえき）
- 白丸駅（しろまるえき）
- 城見ヶ丘駅（しろみがおかえき）

### しわ-しん
- 志和口駅（しわぐちえき）
- 志和地駅（しわちえき）
- 紫波中央駅（しわちゅうおうえき）
- 仁愛グランド前駅（じんあいグランドまええき・臨時）
- 仁愛女子高校駅（じんあいじょしこうこうえき）
- 新相ノ木駅（しんあいのきえき）
- 新青森駅（しんあおもりえき）
- 新秋津駅（しんあきつえき）
- 新旭駅（しんあさひえき）
- 新旭川駅（しんあさひかわえき）
- 新安城駅（しんあんじょうえき）
- 新飯塚駅（しんいいづかえき）
- 新石切駅（しんいしきりえき）
- 新伊勢崎駅（しんいせさきえき）
- 新板橋駅（しんいたばしえき）
- 新伊丹駅（しんいたみえき）
- 新市駅（しんいちえき）
- 新井口駅（しんいのくちえき）
- 新今宮駅（しんいまみやえき）
- 新今宮駅前停留場（しんいまみやえきまえていりゅうじょう）
- 新岩国駅（しんいわくにえき）
- 新魚津駅（しんうおづえき）
- 新鵜沼駅（しんうぬまえき）
- 新浦安駅（しんうらやすえき）
- 新上挙母駅（しんうわごろもえき）
- 新江古田駅（しんえごたえき）
- 新王寺駅（しんおうじえき）
- 新大久保駅（しんおおくぼえき）
- 新大阪駅（しんおおさかえき）
- 新大津駅（しんおおつえき）
- 新大塚駅（しんおおつかえき）
- 新大平下駅（しんおおひらしたえき）
- 新大宮駅（しんおおみやえき）
- 新大牟田駅（しんおおむたえき）
- 新大村駅（しんおおむらえき）
- 新御徒町駅（しんおかちまちえき）
- 新大楽毛駅（しんおたのしけえき）
- 新御茶ノ水駅（しんおちゃのみずえき）
- 新尾道駅（しんおのみちえき）
- 新改駅（しんがいえき）
- 新開地駅（しんかいちえき）
- 新河岸駅（しんがしえき）
- 新柏駅（しんかしわえき）
- 新金岡駅（しんかなおかえき）
- 新金谷駅（しんかなやえき）
- 新可児駅（しんかにえき）
- 新鹿沼駅（しんかぬまえき）
- 新加納駅（しんかのうえき）
- 新鎌ヶ谷駅（しんかまがやえき）
- 新加美駅（しんかみえき）
- 新川駅 (北海道)（しんかわえき・北海道旅客鉄道札沼線）
- 新川停留場（しんかわていりゅうじょう・豊橋鉄道東田本線）
- 新川駅 (愛媛県)（しんかわえき・伊予鉄道郡中線）
- 新川崎駅（しんかわさきえき）
- 新川町停留場（しんかわちょうていりゅうじょう・函館市企業局交通部湯の川線）
- 新川橋駅（しんかわばしえき）
- 新川町駅（しんかわまちえき・名鉄三河線）
- 新蒲原駅（しんかんばらえき）
- 新木停留場（しんぎていりゅうじょう・とさでん交通後免線）
- 新木曽川駅（しんきそがわえき）
- 新木場駅（しんきばえき）
- 鍼灸大学前駅（しんきゅうだいがくまええき）
- 新清洲駅（しんきよすえき）
- 新桐生駅（しんきりゅうえき）
- 新宮駅（しんぐうえき）
- 神宮寺駅（じんぐうじえき）
- 新宮中央駅（しんぐうちゅうおうえき）
- 神宮前駅（じんぐうまええき）
- 神宮丸太町駅（じんぐうまるたまちえき）
- 新倉敷駅（しんくらしきえき）
- 新黒部駅（しんくろべえき）
- 新家駅（しんげえき）
- 新検見川駅（しんけみがわえき）
- 新小岩駅（しんこいわえき）
- 新小岩信号場駅（しんこいわしんごうじょうえき）
- 新郷駅 (埼玉県)（しんごうえき・秩父鉄道秩父本線）
- 新高円寺駅（しんこうえんじえき）
- 新庚申塚停留場（しんこうしんづかていりゅうじょう）
- 新神戸駅（しんこうべえき）
- 新古河駅（しんこがえき）
- 新小金井駅（しんこがねいえき）
- 新越谷駅（しんこしがやえき）
- 新小平駅（しんこだいらえき）
- 新琴似駅（しんことにえき）
- 新子安駅（しんこやすえき）
- 新木屋瀬駅（しんこやのせえき）
- しんざ駅
- 新在家駅（しんざいけえき）
- 新西大寺町筋停留場（しんさいだいじちょうすじていりゅうじょう）
- 心斎橋駅（しんさいばしえき）
- 新栄町駅 (愛知県)（しんさかえまちえき・名古屋市営地下鉄東山線）
- 新栄町駅 (福岡県)（しんさかえまちえき・西鉄天神大牟田線）
- 新桜台駅（しんさくらだいえき）
- 新さっぽろ駅（しんさっぽろえき・札幌市営地下鉄東西線）
- 新札幌駅（しんさっぽろえき・北海道旅客鉄道千歳線）
- 新狭山駅（しんさやまえき）
- 新三田駅（しんさんだえき）
- 宍道駅（しんじえき）
- 新静岡駅（しんしずおかえき）
- 新芝浦駅（しんしばうらえき）
- 新柴又駅（しんしばまたえき）
- 新島々駅（しんしましまえき）
- 新清水駅（しんしみずえき）
- 新下関駅（しんしものせきえき）
- 信州中野駅（しんしゅうなかのえき）
- 新宿駅（しんじゅくえき）
- 新宿御苑前駅（しんじゅくぎょえんまええき）
- 新宿三丁目駅（しんじゅくさんちょうめえき）
- 新宿西口駅（しんじゅくにしぐちえき）
- 新正駅（しんしょうえき）
- 新庄駅（しんじょうえき）
- 新庄田中駅（しんじょうたなかえき）
- 新所原駅（しんじょはらえき）
- 新白岡駅（しんしらおかえき）
- 新白河駅（しんしらかわえき）
- 新城駅（しんしろえき）
- 新水前寺駅（しんすいぜんじえき）
- 新水前寺駅前駅（しんすいぜんじえきまええき）
- 新杉田駅（しんすぎたえき）
- 新須屋駅（しんすやえき）
- 新整備場駅（しんせいびじょうえき）
- 新関駅（しんせきえき）
- 新瀬戸駅（しんせとえき）
- 神泉駅（しんせんえき）
- 新線新宿駅（しんせんしんじゅくえき）
- 心臓血管センター駅（しんぞうけっかんセンターえき）
- 神代駅 (秋田県)（じんだいえき・東日本旅客鉄道田沢湖線）
- 新大工町停留場（しんだいくまちていりゅうじょう）
- 新代田駅（しんだいたえき）
- 新高岡駅（しんたかおかえき）
- 新高島駅（しんたかしまえき）
- 新高島平駅（しんたかしまだいらえき）
- 新高徳駅（しんたかとくえき）
- 新田辺駅（しんたなべえき）
- 新玉名駅（しんたまなえき）
- 新田老駅（しんたろうえき）
- 新地駅（しんちえき）
- 新地中華街停留場（しんちちゅうかがいていりゅうじょう）
- 新千歳空港駅（しんちとせくうこうえき）
- 新千葉駅（しんちばえき）
- 新津田沼駅（しんつだぬまえき）
- 新綱島駅（しんつなしまえき）
- 新鶴羽駅（しんつるばえき）
- 神鉄道場駅（しんてつどうじょうえき）
- 神鉄六甲駅（しんてつろっこうえき）
- 新田駅 (埼玉県)（しんでんえき・東武伊勢崎線）
- 新田駅 (京都府)（しんでんえき・西日本旅客鉄道奈良線）
- 神田（交通局前）停留場（しんでん（こうつうきょくまえ）ていりゅうじょう）
- 新田原駅（しんでんばるえき）
- 新堂駅（しんどうえき）
- 新道東駅（しんどうひがしえき）
- 新得駅（しんとくえき）
- 新所沢駅（しんところざわえき）
- 新鳥栖駅（しんとすえき）
- 新栃木駅（しんとちぎえき）
- 新富町駅（しんとみちょうえき・東京地下鉄有楽町線）
- 新富町停留場（しんとみちょうていりゅうじょう・富山地方鉄道富山市内軌道線）
- 新富山口駅（しんとやまぐちえき）
- 新豊洲駅（しんとよすえき）
- 新豊田駅（しんとよたえき）
- 新豊津駅（しんとよつえき）
- 新豊橋駅（しんとよはしえき）
- 新取手駅（しんとりでえき）
- 新那加駅（しんなかえき）
- 新中川町停留場（しんなかがわまちていりゅうじょう）
- 新長田駅（しんながたえき）
- 新中野駅（しんなかのえき）
- 新習志野駅（しんならしのえき）
- 新南陽駅（しんなんようえき）
- 新西金沢駅（しんにしかなざわえき）
- 新西脇駅（しんにしわきえき）
- 新日鉄前駅（しんにってつまええき）
- 新日本橋駅（しんにほんばしえき）
- 新入駅（しんにゅうえき）
- 新能町停留場（しんのうまちていりゅうじょう）
- 陣原駅（じんのはるえき）
- 陣場駅（じんばえき）
- 新白島駅（しんはくしまえき）
- 新函館北斗駅（しんはこだてほくとえき）
- 新橋駅（しんばしえき）
- 新羽島駅（しんはしまえき）
- 新花巻駅（しんはなまきえき）
- 新浜松駅（しんはままつえき）
- 新原駅（しんばるえき）
- 新馬場駅（しんばんばえき）
- 新疋田駅（しんひきだえき）
- 新平野駅（しんひらのえき）
- 新広駅（しんひろえき）
- 新府駅（しんぷえき）
- 新深江駅（しんふかええき）
- 新福井駅（しんふくいえき）
- 新福島駅（しんふくしまえき）
- 新富士駅 (北海道)（しんふじえき・北海道旅客鉄道根室本線）
- 新富士駅 (静岡県)（しんふじえき・東海旅客鉄道東海道新幹線）
- 新藤原駅（しんふじわらえき）
- 新船橋駅（しんふなばしえき）
- 新祝園駅（しんほうそのえき）
- 神保町駅（じんぼうちょうえき）
- 新鉾田駅（しんほこたえき）
- 神保原駅（じんぼはらえき）
- 新舞子駅（しんまいこえき）
- 新前橋駅（しんまえばしえき）
- 新町駅（しんまちえき・東日本旅客鉄道高崎線）
- 新町停留場（しんまちていりゅうじょう・熊本市電上熊本線）
- 神町駅（じんまちえき）
- 新町口駅（しんまちぐちえき）
- 新松田駅（しんまつだえき）
- 新松戸駅（しんまつどえき）
- 新丸子駅（しんまるこえき）
- 新三河島駅（しんみかわしまえき）
- 新三郷駅（しんみさとえき）
- 新水俣駅（しんみなまたえき）
- 新宮川駅（しんみやかわえき）
- 神武寺駅（じんむじえき）
- 神明駅（しんめいえき）
- 神明町停留場（しんめいちょうていりゅうじょう）
- 新茂原駅（しんもばらえき）
- 新森古市駅（しんもりふるいちえき）
- 新守谷駅（しんもりやえき）
- 新守山駅（しんもりやまえき）
- 新屋敷停留場（しんやしきていりゅうじょう）
- 新八代駅（しんやつしろえき）
- 新八柱駅（しんやはしらえき）
- 新山口駅（しんやまぐちえき）
- 陣屋町駅（じんやまちえき）
- 新夕張駅（しんゆうばりえき）
- 新百合ヶ丘駅（しんゆりがおかえき）
- 新八日市駅（しんようかいちえき）
- 新横浜駅（しんよこはまえき）
- 新吉野駅（しんよしのえき）
- 新吉久停留場（しんよしひさていりゅうじょう）
- 新利府駅（しんりふえき）
- 神領駅（じんりょうえき）
- 森林公園駅 (北海道)（しんりんこうえんえき・北海道旅客鉄道函館本線）
- 森林公園駅 (埼玉県)（しんりんこうえんえき・東武東上本線）